# ژاک برونیوس
ژاک برونیوس (انگلیسی: Jacques Brunius; ۱۶ سپتامبر ۱۹۰۶ – ۲۴ آوریل ۱۹۶۷) بازیگر، کارگردان فیلم، بازیگر سینما، و نویسنده اهل فرانسه بود.
از فیلم‌ها یا برنامه‌های تلویزیونی که وی در آن نقش داشته‌است می‌توان به جرم موسیو لانگه، عصر طلایی، تبهکاران لاوندر هیل، گردشی بیرون شهر، شیاطین دریا، رولز-رویس زرد، به سوی پاریس با عشق، زندگی از آن ماست و بازگشت از خاکستر اشاره کرد.